# Luís Manuel da Câmara
Dom Luís Manuel da Câmara, 3. hrabia Ribeira Grande (ur. 1685 w Lizbonie, zm. 1723) - był portugalskim dyplomatą.
Pochodził z rodu Gonçalves da Câmara i był synem José Rodrigo da Câmara. Luis został kapitanem wyspy São Miguel. Hrabią Ribeira Grande uczynił go monarcha portugalski.
W latach (1714–1721) był ambasadorem nadzwyczajnym w Paryżu. 26 marca 1714 akredytowany na ambasadora. 18 sierpnia 1715 roku dokonał uroczystego wjazdu do stolicy Francji. Żył tam w wielkim luksusie i ostentacji otoczony francuska bogatą szlachtą. Był najbogatszym z ówcześnie przebywających we Francji obcych posłów i ambasadorów. Towarzyszył mu spowiednik, dwóch sekretarzy, grupa szlachty portugalskiej, sześciu paziów, dwóch kamerdynerów, dwóch szwajcarów-szlachciców i innych, razem 24 ludzi.  Nosił stroje z wszytymi diamentami. Jego zadaniem było ugruntowanie niedawno zawartego traktatu pokojowego między obu krajami i wzmocnić relacje handlowe między portugalską Brazylią a Francją. Był zainteresowany korzystaniem z francuskich ulepszeń w rolnictwie i stosowaniem ich w zacofanej pod tym względem Portugalii. 
11 marca 1711 roku poślubił Donnę Leonor Teresę Marię de Ataíde, córkę 9. hrabiego Atouguia. José da Câmara Teles (1712 - 1757) odziedziczył po Luísie Manuelu da Câmara tytuł hrabiowski. 